# Perù ai Giochi della XX Olimpiade
Il Perù partecipò ai Giochi della XX Olimpiade che si sono svolti a Monaco di Baviera dal 26 agosto all'11 settembre 1972, con una delegazione di venti atleti impegnati sette discipline, per un totale di venticinque competizioni. Portabandiera fu lo schermidore Enrique Barza, alla sua seconda Olimpiade.
Fu la settima partecipazione di questo paese ai Giochi estivi. Non fu conquistata nessuna medaglia.